# Jean-Pierre Mir
Pour les articles homonymes, voir Mir.
Jean-Pierre Mir, né le 25 juin 1947 à Saint-Lary et mort le 2 juin 2015 à Lannemezan, est un ancien joueur de rugby à XV, qui a joué avec l'équipe de France et le FC Lourdes, évoluant au poste de trois-quarts centre (1,72 m pour 72 kg). Il est le cousin d'Isabelle Mir qui est médaillée olympique en ski et de Jean-Henri Mir qui fut aussi joueur international au FC Lourdes.

## Carrière

### En club
- FC Lourdes

### En équipe nationale
Il a disputé un test match le 11 février 1967, contre l'équipe d'Australie.

## Palmarès
- Sélections en équipe nationale : 1
- Champion de France en 1968
- Challenge Yves du Manoir en 1966 et 1967